# Lee Chae-un
Lee Chae-un (koreanisch 이채운; * 11. April 2006) ist ein südkoreanischer Snowboarder. 2023 wurde er Weltmeister in der Halfpipe. 

## Werdegang
Lee Chae-un gewann bei den Juniorenweltmeisterschaften 2021 Bronze in der Halfpipe und belegte den 7. Platz im Slopestyle. Am 11. Dezember 2021 gab Lee in Copper Mountain sein Debüt im Snowboard-Weltcup. Bei den Olympischen Winterspielen 2022 in Peking belegte er den 18. Platz im Halfpipe-Wettkampf. Einen Monat wurde er Juniorenweltmeister in der Halfpipe und gewann die Bronzemedaille in der Disziplin Big Air.
Bei den Snowboard-Weltmeisterschaften 2023 in Bakuriani wurde Chae-un Weltmeister in der Halfpipe.

## Erfolge

### Olympische Winterspiele
- Peking 2022: 18. Halfpipe

### Weltmeisterschaften
- Bakuriani 2023: 1. Halfpipe

### Weltcup
- 2 Podestplätze

### Europacup
- 2 Podestplätze

### Australian New Zealand Cup
- 2 Podestplätze, davon 1 Sieg

| Datum             | Ort      | Land       | Disziplin |
| ----------------- | -------- | ---------- | --------- |
| 1. September 2022 | Cardrona | Neuseeland | Halfpipe  |

### Asian Cup
- 2 Siege

| Datum            | Ort         | Land     | Disziplin |
| ---------------- | ----------- | -------- | --------- |
| 10. Februar 2020 | Pyeongchang | Südkorea | Halfpipe  |
| 19. Februar 2020 | Pyeongchang | Südkorea | Halfpipe  |

### Juniorenweltmeisterschaften
- Krasnoyarsk 2021: 3. Halfpipe, 7. Slopestyle
- Leysin 2022: 1. Halfpipe, 3. Big Air, 26. Slopestyle

### Sonstige Erfolge
- 2facher Koreanischer Staatsmeister 2020 (Big Air und Slopestyle)
- 3 Siege bei FIS Wettbewerben